# Поплар-Блафф (Міссурі)
Поплар-Блафф (англ. Poplar Bluff) — місто (англ. city) в США, в окрузі Батлер штату Міссурі. Населення — 16 225 осіб (2020).

## Географія
Поплар-Блафф розташований за координатами 36°45′47″ пн. ш. 90°24′50″ зх. д. / 36.76306° пн. ш. 90.41389° зх. д. (36.763084, -90.413871).  За даними Бюро перепису населення США в 2010 році місто мало площу 33,61 км², з яких 33,42 км² — суходіл та 0,19 км² — водойми.

### Клімат
| Клімат : Поплар-Блафф                 | Клімат : Поплар-Блафф | Клімат : Поплар-Блафф | Клімат : Поплар-Блафф | Клімат : Поплар-Блафф | Клімат : Поплар-Блафф | Клімат : Поплар-Блафф | Клімат : Поплар-Блафф | Клімат : Поплар-Блафф | Клімат : Поплар-Блафф | Клімат : Поплар-Блафф | Клімат : Поплар-Блафф | Клімат : Поплар-Блафф | Клімат : Поплар-Блафф |
| Показник                              | Січ.                  | Лют.                  | Бер.                  | Квіт.                 | Трав.                 | Черв.                 | Лип.                  | Серп.                 | Вер.                  | Жовт.                 | Лист.                 | Груд.                 | Рік                   |
| Абсолютний максимум, °C               | 25,6                  | 28,3                  | 33,3                  | 34,4                  | 43,3                  | 43,3                  | 45,0                  | 44,4                  | 42,2                  | 35,6                  | 29,4                  | 26,1                  | 45,0                  |
| Середній максимум, °C                 | 6,4                   | 9,7                   | 15,0                  | 20,9                  | 26,0                  | 30,7                  | 32,4                  | 31,9                  | 28,0                  | 21,8                  | 14,7                  | 8,0                   | 20,5                  |
| Середній мінімум, °C                  | −3,6                  | −1,7                  | 2,9                   | 8,3                   | 13,7                  | 19,0                  | 21,1                  | 20,1                  | 15,4                  | 8,6                   | 3,1                   | −1,9                  | 8,8                   |
| Абсолютний мінімум, °C                | −30,6                 | −31,7                 | −17,8                 | −5                    | −2,2                  | 5,0                   | 8,9                   | 6,7                   | −0,6                  | −8,3                  | −15,6                 | −23,3                 | −31,7                 |
| Норма опадів, мм                      | 75                    | 88                    | 110                   | 119                   | 116                   | 96                    | 111                   | 70                    | 81                    | 104                   | 113                   | 116                   | 1199                  |
| Днів з опадами                        | 8                     | 6                     | 10                    | 10                    | 11                    | 9                     | 8                     | 7                     | 6                     | 8                     | 10                    | 9                     | 102,0                 |
| Днів зі снігом                        | 0,7                   | 0,9                   | 0,3                   | 0,0                   | 0,0                   | 0,0                   | 0,0                   | 0,0                   | 0,0                   | 0,0                   | 0,0                   | 0,6                   | 2,5                   |
| ------------------------------------- | --------------------- | --------------------- | --------------------- | --------------------- | --------------------- | --------------------- | --------------------- | --------------------- | --------------------- | --------------------- | --------------------- | --------------------- | --------------------- |
| Джерело: NWS Nowdata for Poplar Bluff |                       |                       |                       |                       |                       |                       |                       |                       |                       |                       |                       |                       |                       |

## Демографія
Згідно з переписом 2010 року, у місті мешкали 17 023 особи в 7181 домогосподарстві у складі 4154 родин. Густота населення становила 506 осіб/км².  Було 8038 помешкань (239/км²).
Расовий склад населення:
| - 84,8 % — білих - 10,0 % — чорних або афроамериканців - 0,9 % — азіатів - 0,5 % — корінних американців - 0,1 % — вихідців з тихоокеанських островів |

До двох чи більше рас належало 2,8 %. Частка іспаномовних становила 2,2 % від усіх жителів.
За віковим діапазоном населення розподілялося таким чином: 24,2 % — особи молодші 18 років, 57,6 % — особи у віці 18—64 років, 18,2 % — особи у віці 65 років та старші. Медіана віку мешканця становила 38,4 року. На 100 осіб жіночої статі у місті припадало 84,8 чоловіків;  на 100 жінок у віці від 18 років та старших — 80,3 чоловіків також старших 18 років.
Середній дохід на одне домашнє господарство  становив 43 614 долари США (медіана — 29 536), а середній дохід на одну сім'ю — 56 131 долар (медіана — 39 608). Медіана доходів становила 30 938 доларів для чоловіків та 28 605 доларів для жінок. За межею бідності перебувало 27,7 % осіб, у тому числі 43,9 % дітей у віці до 18 років та 15,4 % осіб у віці 65 років та старших.
Цивільне працевлаштоване населення становило 6574 особи. Основні галузі зайнятості: освіта, охорона здоров'я та соціальна допомога — 35,1 %, виробництво — 13,9 %, роздрібна торгівля — 11,1 %, мистецтво, розваги та відпочинок — 9,8 %.